# Saint-Victoret
Saint-Victoret is een gemeente in het Franse departement Bouches-du-Rhône (regio Provence-Alpes-Côte d'Azur). De oppervlakte bedraagt 4,73 km², de bevolkingsdichtheid is 1 380 inwoners per km². Saint-Victoret telde op 1 januari 2022 6.689 inwoners.

## Geografie
De oppervlakte van Saint-Victoret bedroeg op 1 januari 2022 4,73 vierkante kilometer; de bevolkingsdichtheid was toen 1.414,2 inwoners per km².
De onderstaande kaart toont de ligging van Saint-Victoret met de belangrijkste infrastructuur en aangrenzende gemeenten.

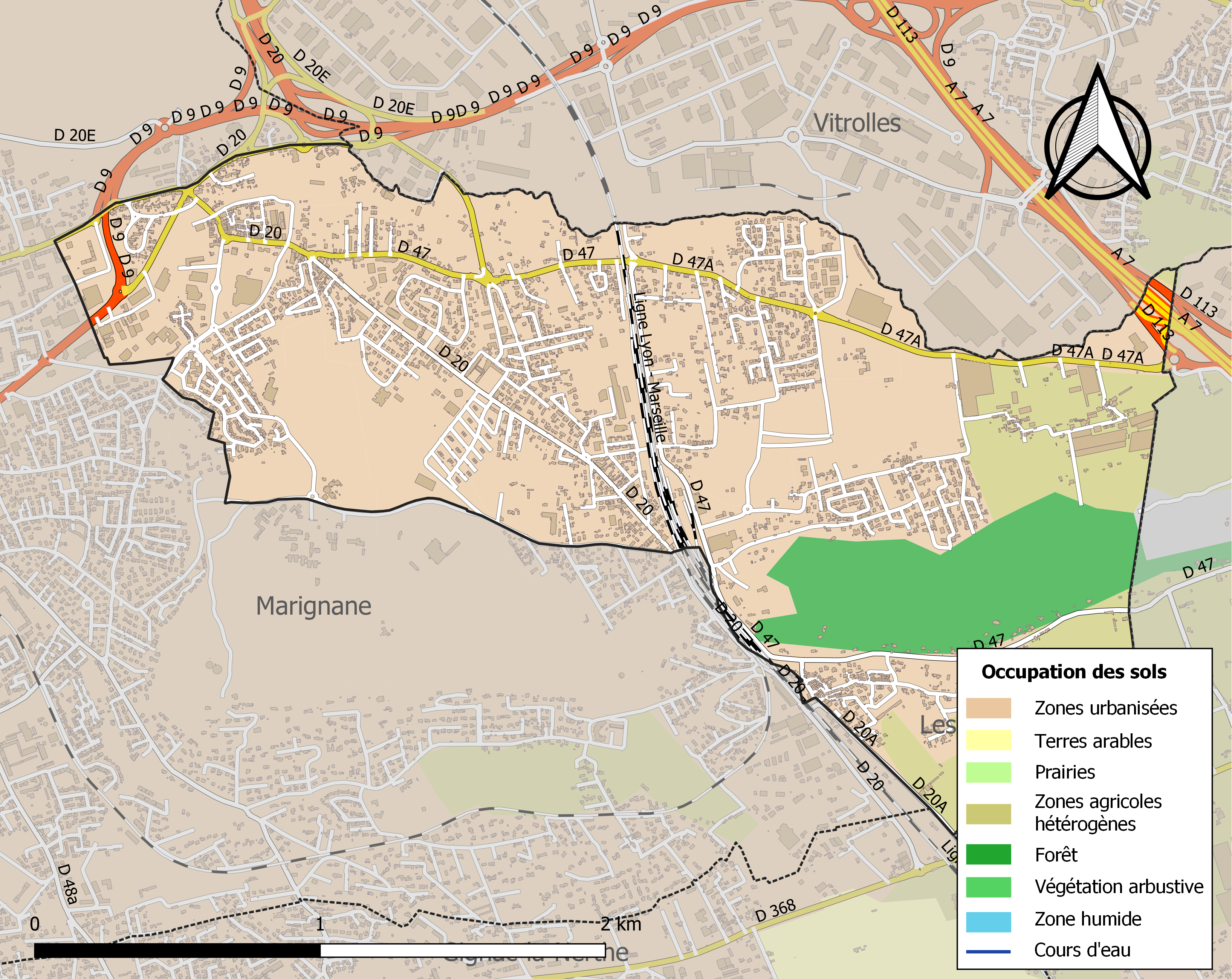

## Demografie
Onderstaande figuur toont het verloop van het inwonertal (bron: INSEE-tellingen).
Vanwege een beveiligingsprobleem met de MediaWiki Graph-software is het momenteel niet mogelijk deze grafiek weer te geven. Zodra de software is bijgewerkt zal de grafiek vanzelf weer zichtbaar worden.